# West Covina
West Covina város az USA Kalifornia államában, Los Angeles megyében. Lakosainak száma 109 501 fő (2020. április 1.).

## Népesség
A település népességének változása:

| 2010 | 106 098 |
| 2020 | 109 501 |